# Diane Ladd
Diane Ladd, właśc. Rose Diane Lanier (ur. 29 listopada 1935 w Meridian) − amerykańska aktorka, reżyserka, producentka i pisarka. Matka aktorki Laury Dern.
Trzykrotnie nominowana do Oscara dla najlepszej aktorki drugoplanowej: Alicja już tu nie mieszka (1974), Dzikość serca (1990) i Historia Rose (1991). Laureatka Nagrody BAFTA dla najlepszej aktorki drugoplanowej za Alicja już tu nie mieszka (1975) i Złotego Globa dla najlepszej aktorki drugoplanowej za serial Alice (1980).
W 2010 otrzymała własną gwiazdę w Alei Gwiazd w Los Angeles znajdującą się przy 6270 Hollywood Boulevard.

## Życiorys
Urodziła się w Meridian, w stanie Missisipi jako jedyne dziecko Mary Bernadette (z domu Anderson), gospodyni domowej i aktorki, oraz Prestona Paula Ladnera, weterynarza, który sprzedawał produkty dla drobiu i bydła. Jej rodzina ze strony ojca miała pochodzenie niemieckie, angielskie, szkocko-irlandzkie, francuskie i szwajcarsko-niemieckie, a jej matka miała korzenie norweskie i niemieckie. Daleka kuzynka dramaturga Tennessee Williamsa, jest spokrewniona z poetą Sidneyem Lanierem. Została wychowana w wierze katolickiej swojej matki.
Pracowała jako modelka i tancerka w nocnym klubie Copacabana, zanim została aktorką. W 1959 zadebiutowała na off-Broadwayu w roli Carol Cutrere w sztuce Tennessee Williamsa Orfeusz zstępujący. W 1968 trafiła na Broadway jako Alma Sue Bates w komedii Carry Me Back to Morningside Heights. W 1970 grała w produkcji off-broadwayowskiej Jednorazowa przygoda hałaśliwego pasażera (One Night Stands of a Noisy Passenger) u boku Roberta De Niro, Sally Kirkland i Richarda Lyncha. Po gościnnych występach w serialach telewizyjnych, dołączyła do obsady opery mydlanej CBS The Secret Storm (1971−1972) jako Kitty Styles. Wystąpiła w dramacie kryminalnym Stuarta Rosenberga Murder, Inc. (1960) i dramacie psychologicznym Coś dzikiego (Something Wild, 1961).

## Filmografia
Filmy
- 1973: Biała błyskawica jako Maggie
- 1974: Chinatown jako Ida Sessions
- 1974: Alicja już tu nie mieszka jako Flo
- 1983: Grace Kelly (TV) jako Margaret Kelly
- 1987: Czarna wdowa jako Etta
- 1989: W krzywym zwierciadle: Witaj, Święty Mikołaju jako Nora Griswold
- 1990: Dzikość serca jako Marietta Fortune
- 1991: Historia Rose jako matka
- 1991: Pocałunek przed śmiercią jako pani Corliss
- 1996: Duchy Missisipi jako babcia Caroline Moore
- 1998: Barwy kampanii jako Mamma Stanton
- 1998: Schody do nieba (TV) jako siostra Margaret
- 2000: 28 dni jako Bobbie Jean
- 2004: Wybór Gracie (TV) jako Louela Lawson
- 2005: Prawdziwa historia jako Ada
- 2006: Inland Empire jako Marilyn Levens
- 2007: Nora Roberts: Niebo Montany (TV) jako Bess
- 2015: Joy jako Mimi

Seriale
- 1964: Ścigany jako Stella
- 1964–1967: Gunsmoke jako Bonnie Mae Haley / Lulu / Elena Kerlin
- 1971−1972: The Secret Storm jako Kitty Styles
- 1980–1985: Statek miłości jako Christa Johanson / Bernice Bronson / Ruby Gibson
- 1989: Detektyw w sutannie jako Arlene
- 1993: Doktor Quinn jako Charlotte Cooper
- 1993: Prawnicy z Miasta Aniołów jako Celeste Bauman
- 1994–1998: Grace w opałach jako Louise Burdette
- 2004: Szpital „Królestwo” jako Sally Druse
- 2005: Dowody zbrodni jako Zelda Amatuzzi
- 2006: Ostry dyżur jako pani Pooler
- 1997: Dotyk anioła jako Carolyn Sellers
- 2011–2013: Iluminacja jako Helen Jellicoe
- 2016: Ray Donovan jako Motel Lady
- 2021: Młody Sheldon jako Hortensja w autobusie Geezer